# Abakabaka fuliginosa
Abakabaka fuliginosa är en fjärilsart som beskrevs av Max Saalmüller 1884. Abakabaka fuliginosa ingår i släktet Abakabaka och familjen Näbbflyn, Erebidae. Inga underarter finns listade i Catalogue of Life.